# Żardiniera

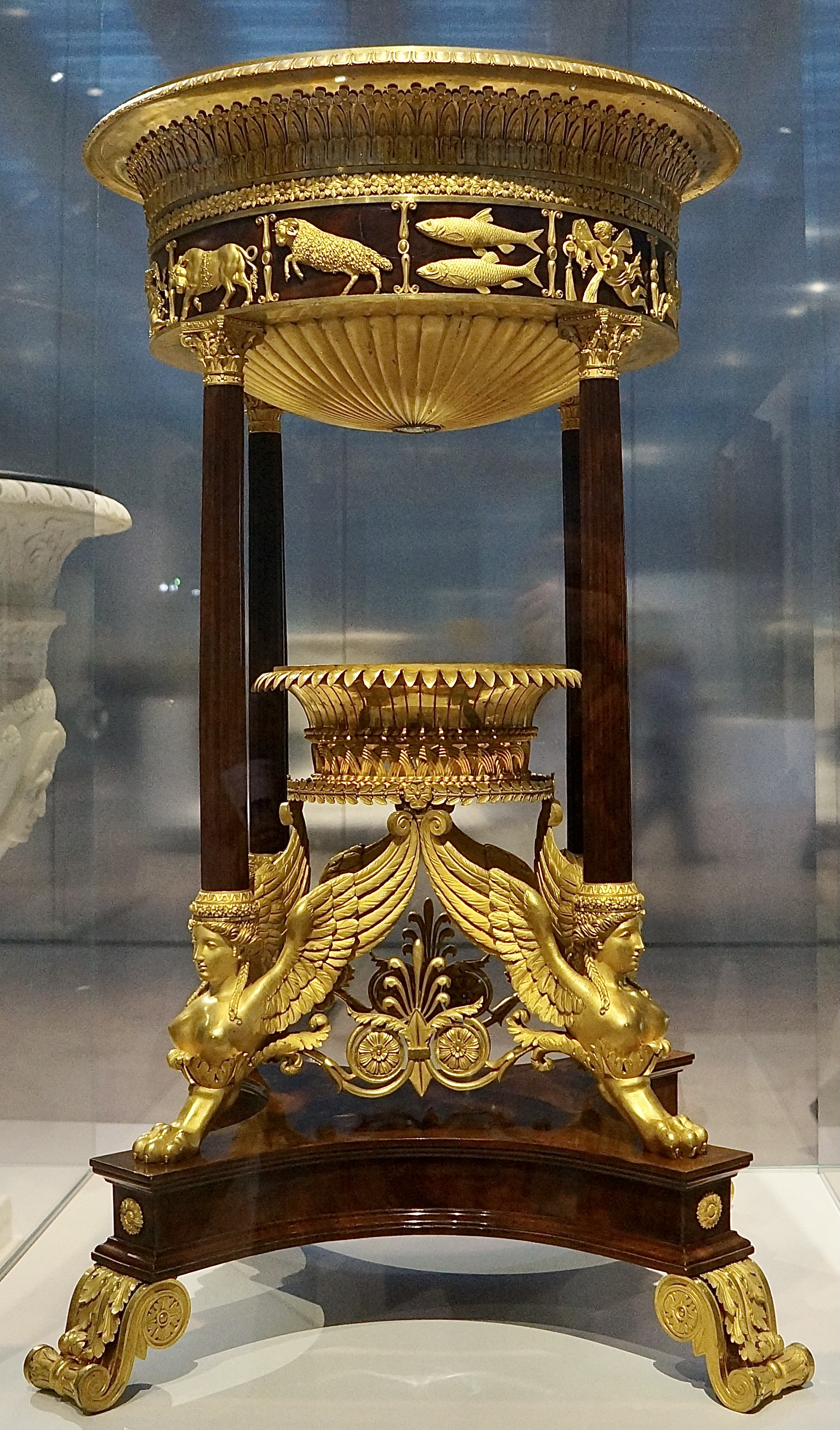
Żardiniera (1819)

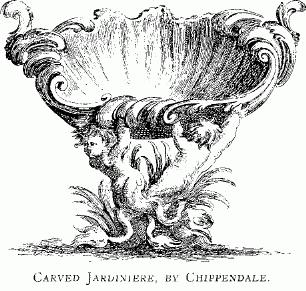
Rzeźbiona żardiniera ogrodowa w stylu Chippendale'a

Żardiniera (fr. jardinière) – półka lub wydłużony stolik z zagłębionym blatem przeznaczone na rośliny doniczkowe, popularna we Francji od 2. połowy XVIII wieku do połowy XX wieku.